# Saint-Étienne-aux-Clos
Saint-Étienne-aux-Clos este o comună în departamentul Corrèze din centrul Franței. În 2009 avea o populație de 233 de locuitori.

## Evoluția populației
| An        | 1975 | 1982 | 1990 | 1999 | 2006 | 2009 |
| --------- | ---- | ---- | ---- | ---- | ---- | ---- |
| Populație | 228  | 203  | 198  | 211  | 231  | 233  |